# Olešnice u Českých Budějovic

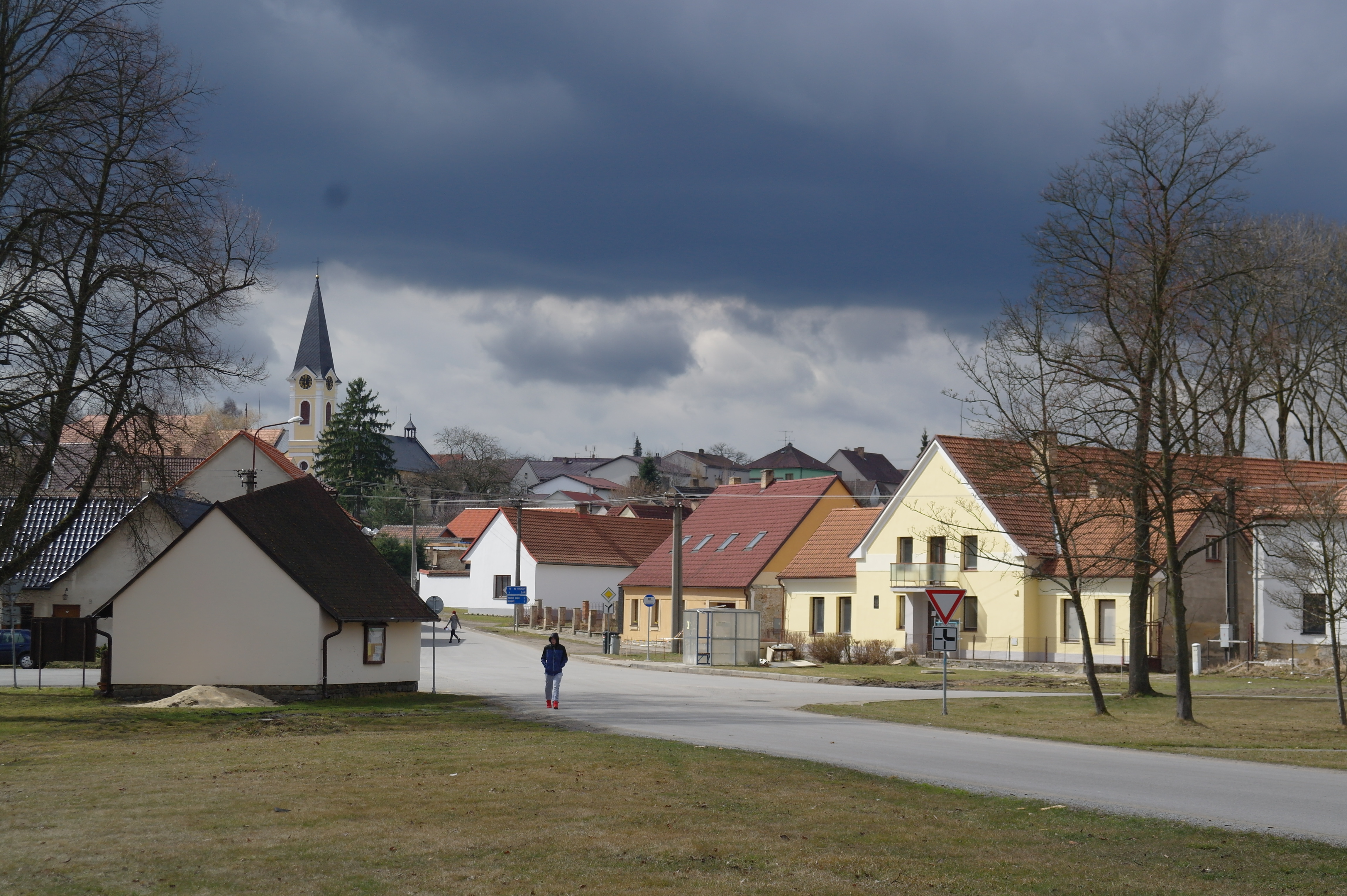
Blick auf Olešnice

Olešnice (deutsch Elexnitz) ist eine Gemeinde im Okres České Budějovice in Tschechien. Sie liegt fünf Kilometer östlich von Trhové Sviny zwischen den Flussläufen der Stropnice und des Žárský potok.
Südwestlich des Ortes liegt der 579 m hohe Dubí und im Nordosten erstreckt sich entlang der Stropnice eine ausgedehnte Teichlandschaft. Olešnice gehört der Euroregion Silva Nortica und der Mikroregion Sdužení růže an.

## Geographie

### Gemeindegliederung
Die Gemeinde Olešnice besteht aus den Ortsteilen Buková (Buggau), Lhotka und Olešnice, die zugleich auch Katastralbezirke bilden. Zu Olešnice gehören außerdem die Wohnplätze Červený Mlýn, Na Hvízdalce, Na Jandovci, Na Robotské, Svobodák und Trosky.

### Nachbargemeinden
|              | Borovany                                    |            |
| Trhové Sviny | Kompassrose, die auf Nachbargemeinden zeigt | Petříkov   |
|              | Žár                                         | Nové Hrady |

## Geschichte
Die erste schriftliche Erwähnung von Olešnice stammt aus dem Jahre 1186. Der Ort war ein befestigter Herrschaftssitz, der sich im 14. und 15. Jahrhundert im Besitz der Familie Koňatov von Olešnice befand. Nächster Grundherr wurde Zikmund Kebar von Mirošovice, dem ab 1499 die Herren Kraiger von Kraigk folgten.
Nächste Herren auf Olešnice waren die Pouzar von Michnice, die den Besitz von Wolf Kraiger von Kraigk erworben hatten. Albrecht Pouzar von Michnice wurde nach der Schlacht am Weißen Berg enteignet. 1623 erwarb der Rat der Stadt Budweis das Dorf, der es 1628 dem Gerhard von Straten verkauftet. Im Zeitraum von 1680 bis 1717 war der Ort zur Gräflich Buquoyschen Herrschaft Gratzen gehörig.
Vom nächsten Besitzer, Johann Adam Hunger, Bürger aus Budweis, erwarb es 1727 wiederum die Stadt Budweis. Bis zur Ablösung der Grundherrschaften im Jahre 1850 blieb Elexnitz Budweiser Besitz und bildet seither eine eigenständige Gemeinde. Im Jahre 1975 wurde Lhotka und zehn Jahre später Buková eingemeindet.

## Bevölkerungsentwicklung
| Jahr      | 1869 | 1880 | 1890 | 1900 | 1910 | 1921 | 1930 | 1950 | 1961 | 1970 | 1980 | 1991 | 2001 | 2011 | 2021 |
| --------- | ---- | ---- | ---- | ---- | ---- | ---- | ---- | ---- | ---- | ---- | ---- | ---- | ---- | ---- | ---- |
| Einwohner | 1179 | 1183 | 1334 | 1437 | 1525 | 1495 | 1345 | 989  | 1018 | 912  | 768  | 703  | 689  | 770  | 838  |

## Partnergemeinde
- Dobříkov

## Sehenswürdigkeiten
- Die St.-Wenzels-Kirche wurde 1786 bis 1787 errichtet. Bis 1857 war sie eine Filialkirche von Schweinitz und wurde dann zur Pfarrkirche erhoben.
- Das Schloss besitzt ein gotisches Steinportal und war ursprünglich ein befestigter Herrschaftssitz, den die Pouzar von Michnic im 16. Jahrhundert zum Renaissanceschloss mit Brauerei umgestalten ließen. Ab 1787 diente es als Schulgebäude.
- Die Kapelle der Hl. Familie in Lhotka wurde 1815 errichtet.
- Das Ortsbild von Buková wird geprägt durch das große, 1900 erbaute Schulgebäude.